# Virslīga (2024)
Virslīga 2024 (znana jako TonyBet Virslīga ze względów sponsorskich)  – 33. edycja najwyższej klasy rozgrywkowej piłki nożnej w Łotwie.
Brało w niej udział 10 drużyn, które w okresie od 8 marca do 10 listopada 2024 rozegrały 36 kolejek meczów.
Sezon zakończył baraż o miejsce w przyszłym sezonie w Virslīga.
Tytuł mistrzowski obroniła drużyna FK RFS zdobywając trzeci tytuł w swojej historii.

## Uczestniczące drużyny
| Uczestnicy poprzedniej edycji | Uczestnicy poprzedniej edycji | Uczestnicy poprzedniej edycji | Uczestnicy poprzedniej edycji |
| --- | ----------------------------- | ----------------------------- | ----------------------------- |
| RFS | FK RFS                        | Ryga                          | 1                             |
| BAR | Riga FC                       | Ryga                          | 2                             |
| AUD | FK Auda                       | Ķekava                        | 3                             |
| VAL | Valmiera FC                   | Valmiera                      | 4                             |
| MEL | FK Lipawa                     | Lipawa                        | 5                             |
| FSJ | FS Jelgava                    | Jełgawa                       | 6                             |
| DAU | BFC Daugavpils                | Dyneburg                      | 7                             |
| TUK | FK Tukums 2000                | Tukums                        | 8                             |
| po barażach |                               |                               |                               |
| MET | FK Metta                      | Ryga                          | 9                             |
| Awans z Nākotnes Līga |                               |                               |                               |
| GRO | Grobiņas SC                   | Grobiņa                       | 1                             |
| Oznaczenia: - kolumna pierwsza – skróty nazw drużyn, - kolumna trzecia – siedziba klubu, - kolumna czwarta – miejsce zajęte w poprzednim sezonie. |                               |                               |                               |

## Tabela
| Lp. | Drużyna         | M  | Z  | R | P  | B+  | B- | +/– | Pkt | Kwalifikacja lub spadek                         |
| --- | --------------- | -- | -- | - | -- | --- | -- | --- | --- | ----------------------------------------------- |
| 1   | FK RFS (M, P)   | 36 | 29 | 3 | 4  | 103 | 25 | +78 | 90  | Liga Mistrzów UEFA • I runda kwalifikacyjna     |
| 2   | Riga FC         | 36 | 27 | 6 | 3  | 99  | 23 | +76 | 87  | Liga Konferencji UEFA • II runda kwalifikacyjna |
| 3   | FK Auda         | 36 | 18 | 6 | 12 | 63  | 34 | +29 | 60  | Liga Konferencji UEFA • I runda kwalifikacyjna  |
| 4   | Valmiera FC     | 36 | 19 | 7 | 10 | 75  | 39 | +36 | 55  | wykluczona                                      |
| 5   | BFC Daugavpils  | 36 | 11 | 9 | 16 | 43  | 60 | −17 | 42  | Liga Konferencji UEFA • I runda kwalifikacyjna  |
| 6   | FK Liepāja      | 36 | 10 | 9 | 17 | 37  | 56 | −19 | 39  |                                                 |
| 7   | FK Metta        | 36 | 10 | 6 | 20 | 34  | 76 | −42 | 36  |                                                 |
| 8   | FK Tukums 2000  | 36 | 9  | 8 | 19 | 38  | 81 | −43 | 35  |                                                 |
| 9   | Grobiņas (B, O) | 36 | 8  | 5 | 23 | 34  | 78 | −44 | 29  | baraż o Virslīga                                |
| 10  | FS Jelgava (U)  | 36 | 6  | 7 | 23 | 28  | 82 | −54 | 25  | [ ii ]                                          |

1. ↑  ⇒Valmiera FC straciła trzy punkty w klasyfikacji generalnej Superligi za zadłużenie podatkowe[2].
⇒11 października otrzymała sześć kolejnych punktów karnych i zawieszone 25 za naruszenie przepisów licencyjnych[3].
2. 1 2  Valmiera FC została wykluczona z najwyższej łotewskiej ligi piłkarskiej z powodu problemów finansowych. Jej miejsce zajęła FS Jelgava[4][5].

## Wyniki
| Gospodarz \ Gość | AUD | DAU | GRO | JEL | LIE | MLU | RFS | RIG | TUK | VAL | AUD | DAU | GRO | JEL | LIE | MLU | RFS | RIG | TUK  | VAL |
| ---------------- | --- | --- | --- | --- | --- | --- | --- | --- | --- | --- | --- | --- | --- | --- | --- | --- | --- | --- | ---- | --- |
| FK Auda          |     | 1–0 | 0–1 | 0–1 | 1–1 | 4–0 | 1–2 | 1–2 | 2–0 | 3–1 |     | 1–0 | 2–0 | 3–0 | 2–0 | 5–0 | 1–3 | 2–2 | 1–1  | 0–1 |
| BFC Daugavpils   | 0–3 |     | 2–0 | 1–0 | 0–0 | 4–0 | 1–1 | 0–2 | 3–1 | 1–6 | 1–2 |     | 4–0 | 3–0 | 0–2 | 1–1 | 0–3 | 0–5 | 4–1  | 3–3 |
| Grobiņas         | 1–1 | 1–3 |     | 4–2 | 3–2 | 3–0 | 0–4 | 0–1 | 2–1 | 0–2 | 2–2 | 3–0 |     | 2–3 | 1–3 | 1–2 | 0–2 | 0–6 | 1–2  | 1–4 |
| FS Jelgava       | 0–0 | 0–0 | 2–1 |     | 1–1 | 0–1 | 1–2 | 1–5 | 2–3 | 0–3 | 1–3 | 0–0 | 2–0 |     | 2–2 | 1–0 | 0–2 | 0–2 | 0–0  | 0–4 |
| FK Liepāja       | 1–0 | 1–1 | 3–0 | 0–1 |     | 1–2 | 0–3 | 1–1 | 0–2 | 0–3 | 2–1 | 3–3 | 0–1 | 3–0 |     | 1–5 | 1–3 | 0–3 | 3–1  | 0–0 |
| FK Metta         | 1–3 | 0–1 | 1–1 | 3–0 | 2–0 |     | 0–6 | 1–2 | 1–1 | 0–2 | 0–4 | 3–2 | 2–1 | 2–0 | 1–2 |     | 1–2 | 2–4 | 0–0  | 1–1 |
| FK RFS           | 2–1 | 5–0 | 5–0 | 5–1 | 4–1 | 2–0 |     | 2–2 | 5–0 | 0–1 | 1–2 | 4–1 | 3–0 | 7–0 | 2–0 | 5–1 |     | 1–2 | 4–1  | 4–1 |
| Riga FC          | 1–0 | 2–0 | 2–0 | 2–0 | 4–0 | 5–0 | 1–2 |     | 3–0 | 1–1 | 1–0 | 1–0 | 6–1 | 6–1 | 1–0 | 4–0 | 0–0 |     | 10–1 | 1–0 |
| FK Tukums 2000   | 1–4 | 1–2 | 2–0 | 2–1 | 0–0 | 0–0 | 0–1 | 2–1 |     | 1–2 | 0–3 | 0–0 | 1–2 | 3–3 | 2–1 | 0–1 | 1–4 | 0–5 |      | 3–2 |
| Valmiera FC      | 2–1 | 0–1 | 1–1 | 4–0 | 0–1 | 3–0 | 2–0 | 2–1 | 6–1 |     | 2–3 | 4–1 | 0–0 | 3–2 | 0–1 | 4–0 | 1–2 | 2–2 | 2–3  |     |

## Baraż o Virslīga
Grobiņas wygrał w dwumeczu 4-3 z JDFS Alberts baraż o miejsce w Virslīga na sezon 2025.
| 20 listopada 2024 | Grobiņas                               | 2:3   | JDFS Alberts                                                |                                                                                  |
| 12:00             | Zakaria Sdaigui 15' · Denys Galata 20' | (2:3) | 16' Davis Indrans · 40' Matiss Zegele · 42' Kriss Andersons | Stadion Daugava, rezerves laukums, Lipawa Widzów: 67 Sędzia: Vasilijs Mordatenko |

| 23 listopada 2024 | JDFS Alberts | 0:2   | Grobiņas                |                                                            |
| 11:00             |              | (0:2) | 35', 41' Rodrigo Gaucis | RTU stadions, Ryga Widzów: 200 Sędzia: Aleksandrs Golubevs |

## Najlepsi strzelcy
| Bramki | Strzelcy              | Drużyna                  |
| ------ | --------------------- | ------------------------ |
| 25     | Reginaldo Ramires     | FK Auda / Riga FC        |
| 22     | Alioune Ndoye         | Valmiera FC              |
| 18     | Marko Regža           | Riga FC                  |
| 16     | Jānis Ikaunieks       | FK RFS                   |
| 12     | Abdulrahman Taiwo     | Riga FC / FK Auda        |
| 11     | Ismaël Diomandé       | FK RFS                   |
| 11     | Joseph Oloko Ede      | FS Jelgava               |
| 10     | Mohamet Lamine Corréa | FK Metta                 |
| 10     | Darko Lemajić         | FK RFS                   |
| 10     | Lūkass Vapne          | Valmiera FC              |
| 9      | Dodô                  | FK Liepāja               |
| 9      | Abdoul Kader Traore   | BFC Daugavpils / FK Auda |

Źródło: .